# Silvye Alves
Silvye Alves da Silva (Goiânia, 8 de novembro de 1980) é uma política, jornalista, apresentadora de televisão, redatora e repórter brasileira filiada ao União Brasil (UNIÃO). É deputada federal por Goiás.

## Biografia
Começou em afiliadas da Globo, como TV Anhanguera e TV Integração, onde apresentou por anos o MGTV. Em 2010, foi para a Europa, onde trabalhou na italiana RAI, uma das maiores emissoras do continente e a maior da Itália.
Em junho de 2014, com a transferência para a nova sede da emissora, todos os programas locais foram reformulados e ganharam novos cenários. Em 6 de julho de 2015, a RecordTV Goiás estreou a versão local do Cidade Alerta, apresentado por Silvye Alves.
Em junho de 2021, a apresentadora foi agredida pelo ex-namorado. A partir de então, se tornou combatente contra à violência contra as mulheres.
Em 3 de junho de 2022, Silvye Alves deixou a apresentação do Cidade Alerta para seguir carreira política, filiada ao União Brasil, para a disputa de uma cadeira na Câmara dos Deputados, e em seu lugar, assumiu o repórter Douglas Branquinho.
Nas eleições de 2022, foi eleita deputada federal por Goiás, com 245.653 votos, sendo a mais votada pelo estado.